# Coche R

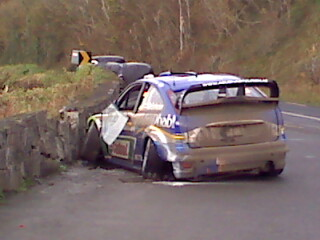
El coche R solo actúa en caso de accidente grave durante un rally.

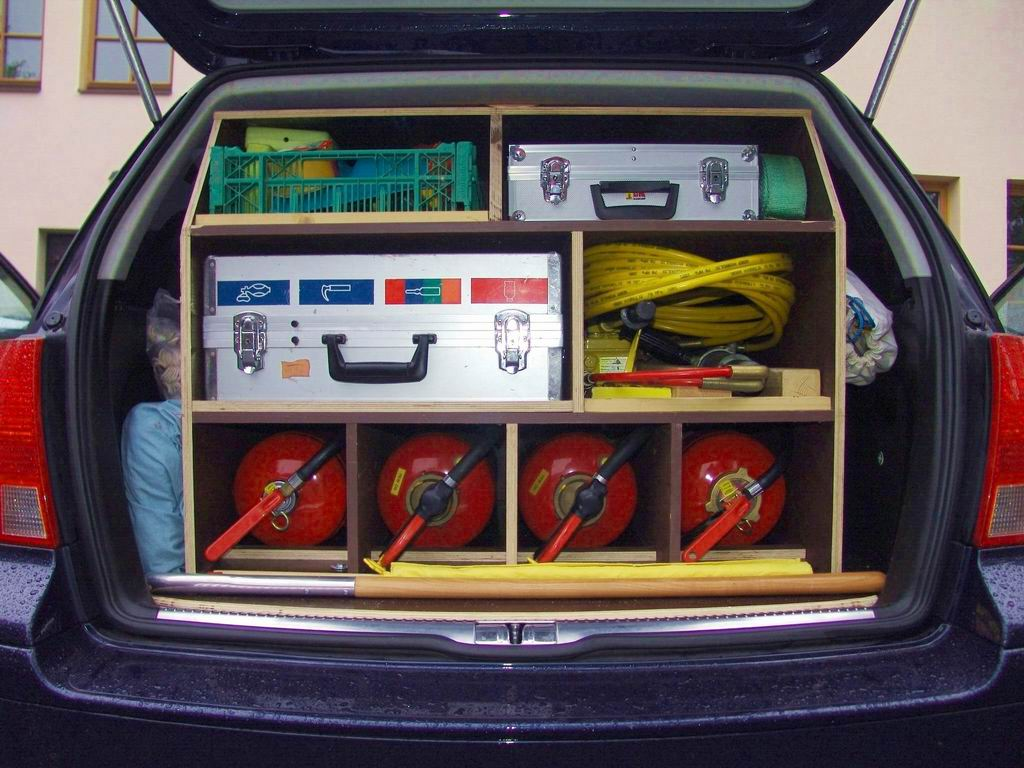
Un coche R con toda la equipación necesaria para asistir en caso de accidente.

Un coche R, también conocido como coche de rescate R o vehículo de excarcelación, es un automóvil que pertenece a la organización y que se utiliza en las competiciones de rally. Van equipados con material médico, extintores, etc, y son tripulados por un médico, un ATS y un piloto experimentado. Están presentes en los tramos durante la competición y su función es, en caso de accidente, acceder al tramo para asistir a los participantes y excarcelarlos en caso de que hayan quedado atrapados dentro del coche.